# Silvia Toledo Vallejos
Silvia Toledo Vallejos (n. Lima 8 de junio de 1976) es una abogada y activista peruana en favor de los derechos humanos y en la búsqueda de justicia para los detenidos desaparecidos durante el conflicto armado interno en el Perú. Es la actual Coordinadora de Incidencia en Derechos Humanos y Políticas de Amnistía Internacional Perú.